# 伊日·韦贝尔
伊日·韦贝尔（捷克語：Jiří Veber，1968年11月29日—），生于布拉格，捷克前男子冰球运动员。他曾代表捷克国家队参加1994年冬季奥林匹克运动会冰球比赛，结果队伍获得第五名。